# Mont Rémin
Le mont Rémin est une colline située à cheval sur les communes de Veuxhaulles-sur-Aube dans le département de la Côte-d'Or et de Latrecey-Ormoy-sur-Aube dans la Haute-Marne.

## Géographie

### Topographie
Le site est constitué de deux buttes-témoins de 335 et 350 m d'altitude formant le plateau de la Montagne, en avant de la cuesta du Nord-Châtillonais. Les pentes sont recouvertes de pelouses marneuses.

### Faune et flore
Les sols marneux sont occupées par des pelouses à petite-centaurée jaune (Blackstonia perfoliata), de lin de France (Linum leonii), de gentianes (Gentiana lutea) et d’orchidées (Dactylorhiza incarnata).

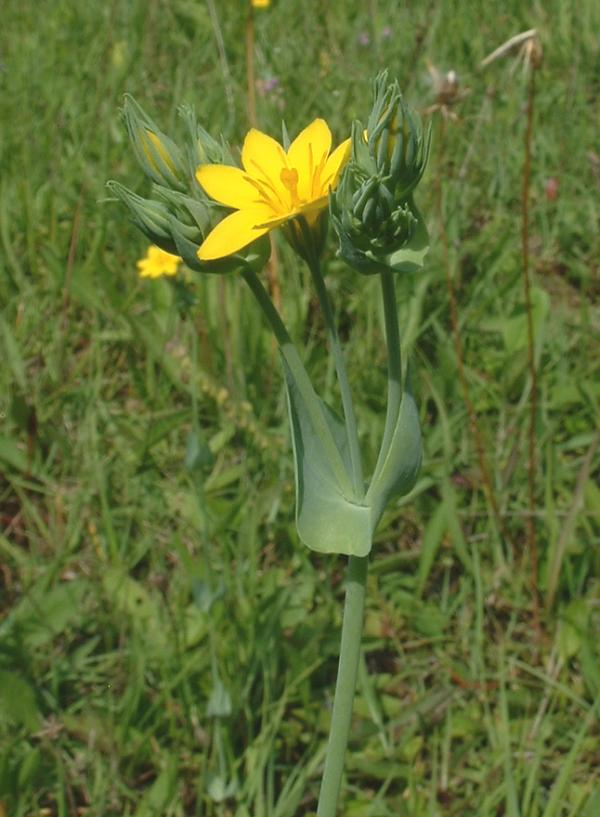
Blackstonie perfoliée
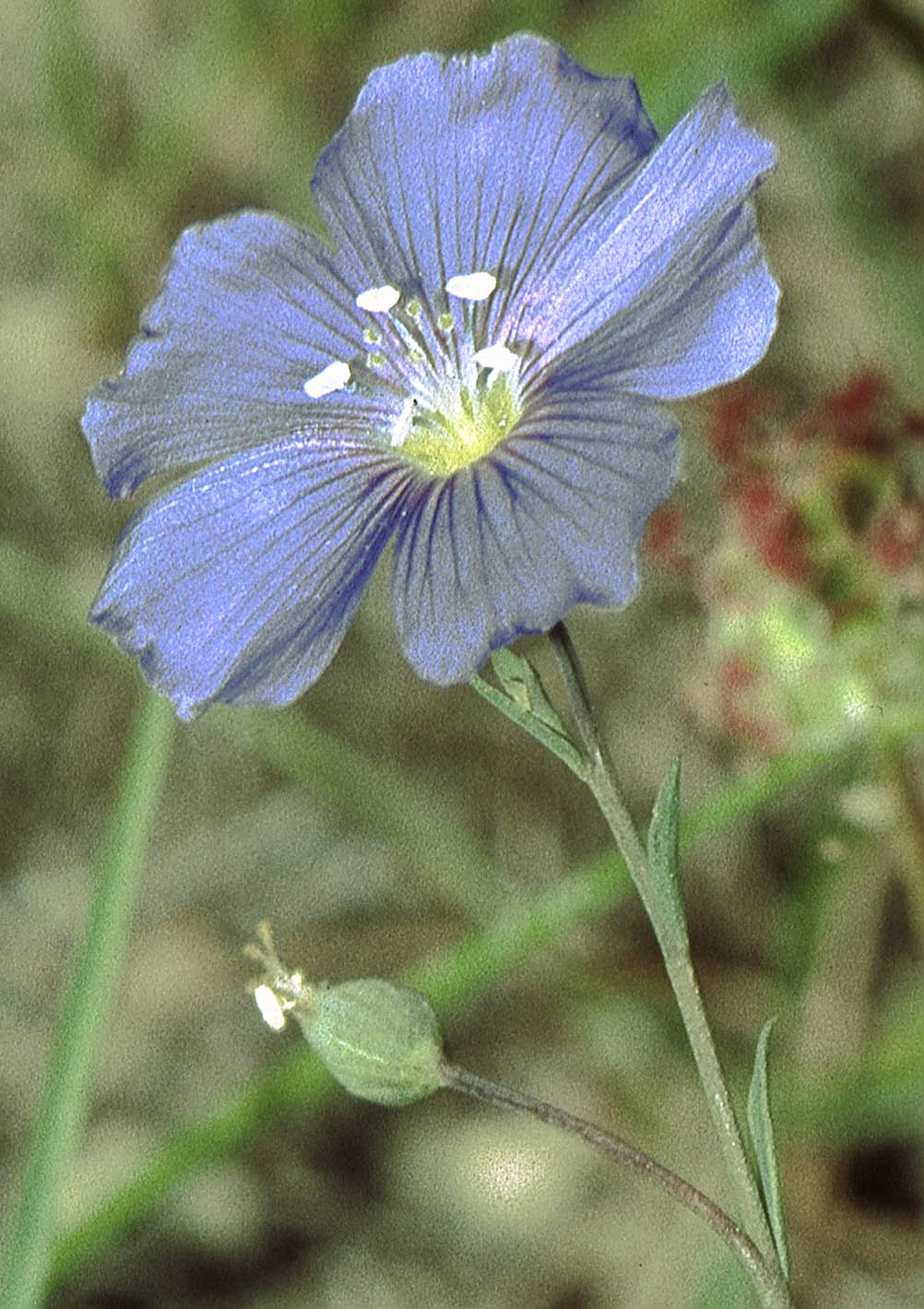
Lin de France
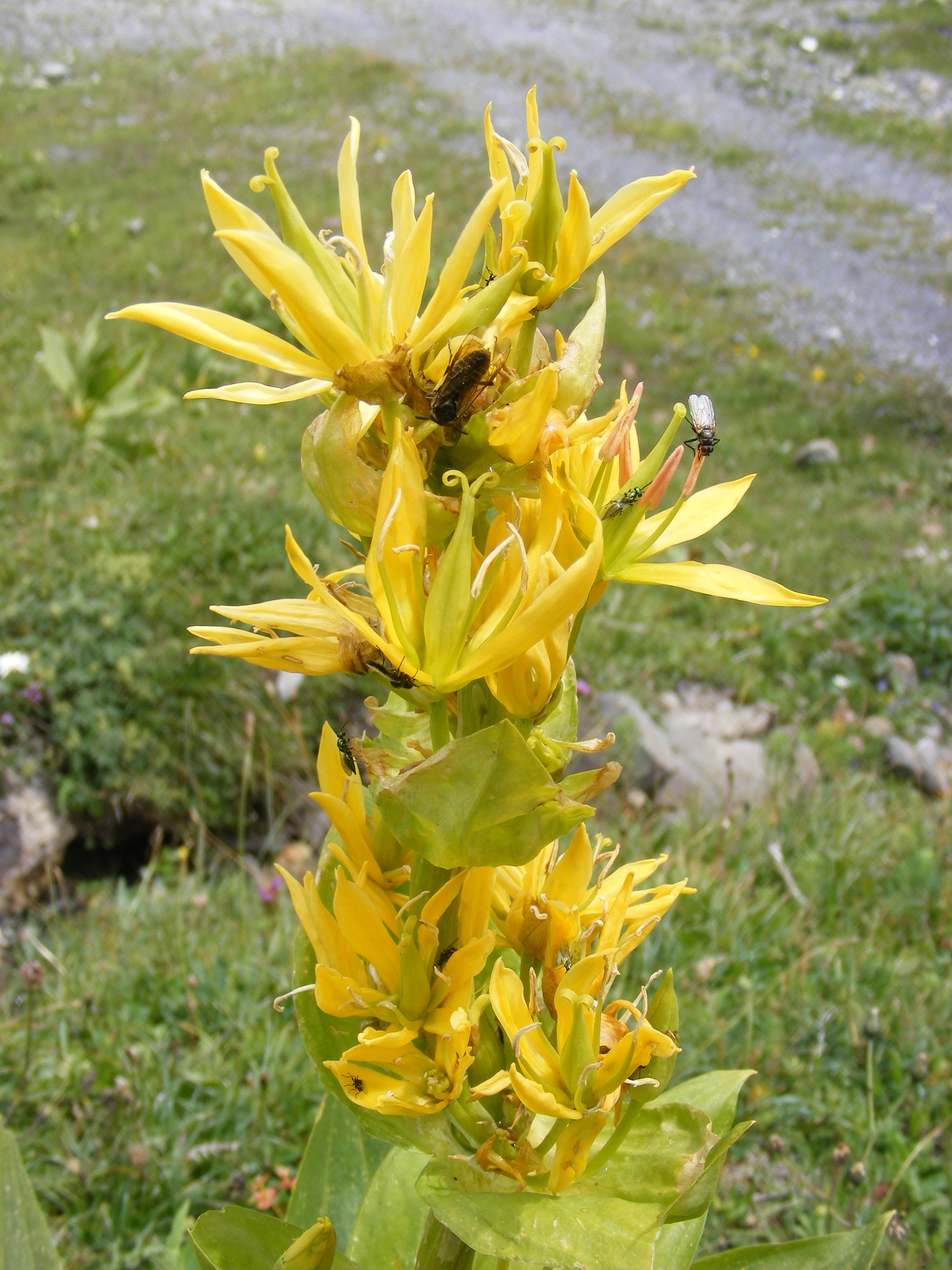
Gentiane jaune
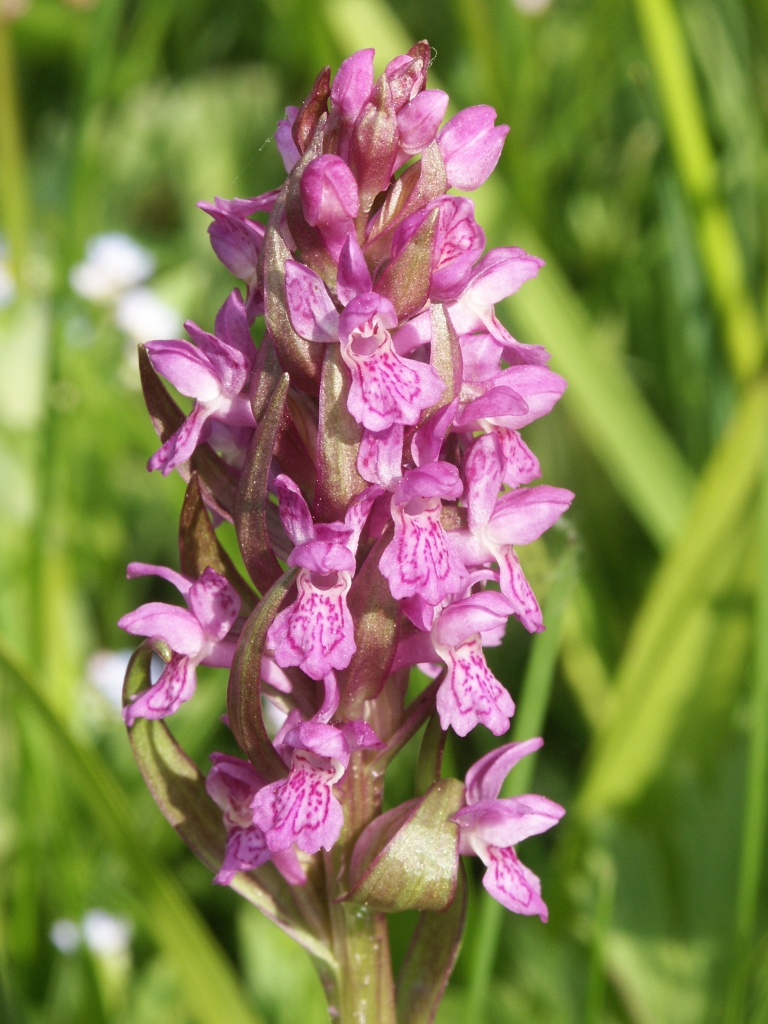
Orchis incarnat

Le Busard cendré fréquente le site dont il apprécie les espaces dégagés qui lui permettent d’atteindre les rongeurs dont il se nourrit.

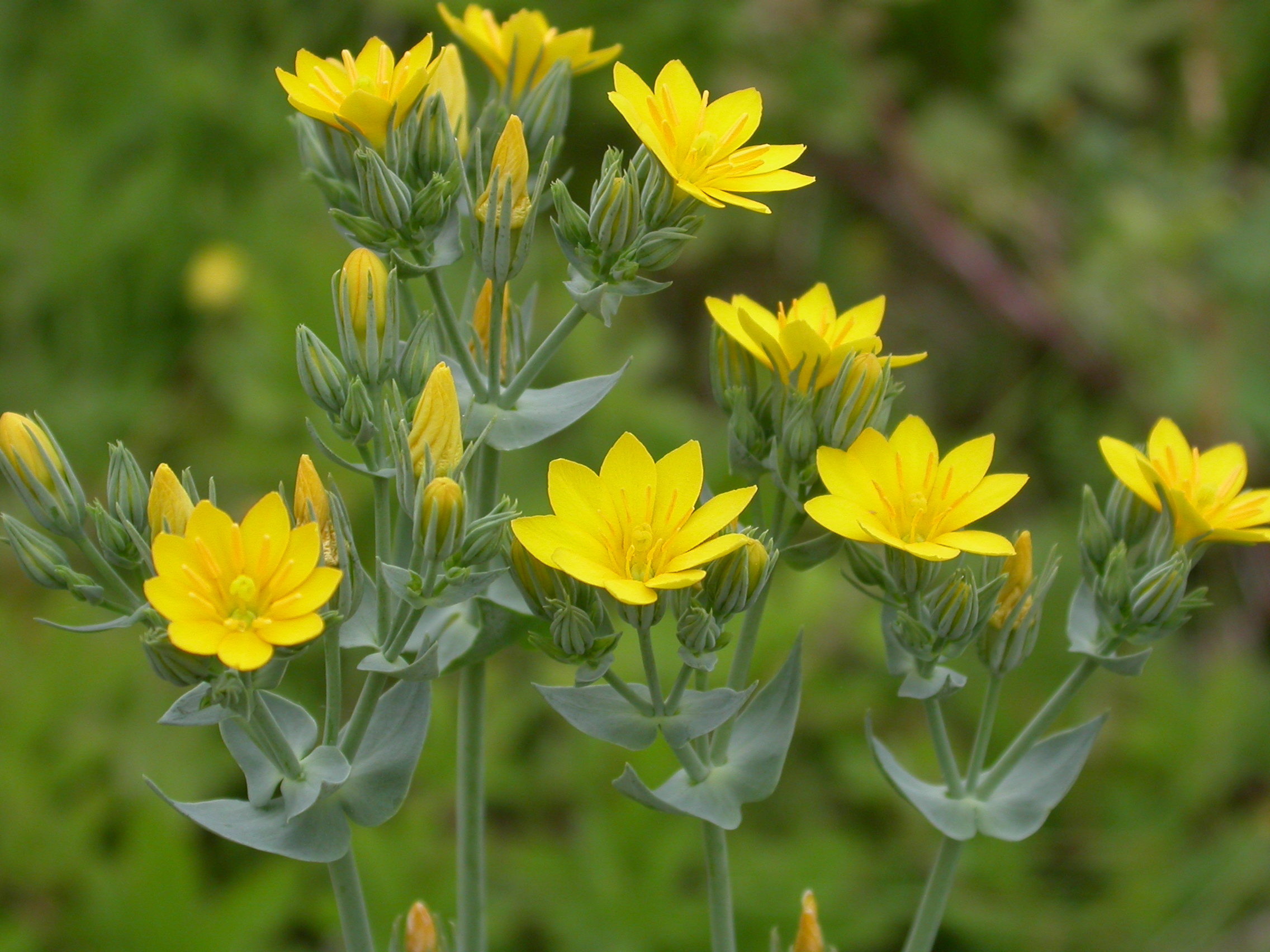
Centaurée jaune
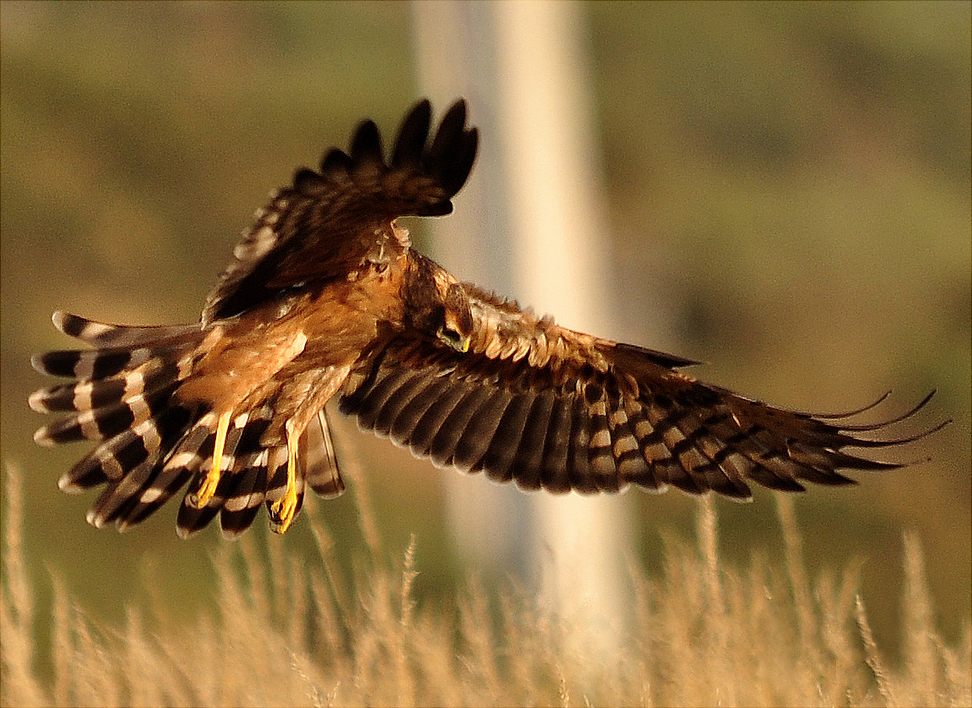
Busard cendré

## Vestiges industriels
La présence de minerai de fer et la force motrice fournie par l'Aube y ont permis une grande activité industrielle : vestiges aux alentours immédiats d’une fonderie et de lavoirs à minerai dits patouillets.

## Protection environnementale
Le site est classé zone naturelle d'intérêt écologique, faunistique et floristique de type I, sous le numéro régional no 10220000.